# Хотьковская волость (Жиздринский уезд)
Хотьковская волость — административно-территориальная единица в составе Жиздринского уезда Брянской губернии, существовавшая в 1918—1925 годах.
Центр — село Хотьково.

## История
В 1918 году после упразднения Чернышенской волости деревня Горетное (Гретня) передана Козельскому уезду, а на оставшейся территории образована Хотьковская волость. В состав волости входили сёла Хотьково и Чернышено, деревни Дебрик, Климово, Клинцы, Лошево, Притычино, Шубник.
В 1920 году население волости составляло 2906 человек.
По состоянию на 1924 год Хотьковская волость включала в себя сельсоветы Хотьковский, Клинцовский, Чернышенский, Климовский (Притыченский).
В 1924 году волость была ликвидирована, её территорию включили в состав сначала Будской, потом — Думиничской волости.